# La Luz (Salvatierra)
La Luz es una localidad del estado mexicano de Guanajuato. Es parte del municipio de Salvatierra.

## Demografía
| Gráfica de evolución demográfica |
|                                  |

| Censo | Población |
| ----- | --------- |
| 1900  | 484       |
| 1910  | 470       |
| 1921  | 586       |
| 1930  | 745       |
| 1940  | 706       |
| 1950  | 1 155     |
| 1960  | 1 309     |
| 1970  | 1 548     |
| 1980  | 1 629     |
| 1990  | 1 700     |
| 2000  | 1 534     |
| 2010  | 1 335     |
| 2020  | 1 017     |